# Paul Thomé
Jean Richard Paul Thomé (26 mars 1885-23 avril 1975) est un industriel ardennais.

## À Nouzon
Né le 26 mars 1885 à Nouzon de l'union de Julien Émile Thomé avec Faveur Rosalie Malouia, il est de la troisième génération d'industriels en cette ville. En effet, Louis-Gustave, son grand-père avait un atelier de clouterie et de forge dans des locaux de l'ancienne fabrique d'armes de Charleville du quartier de la Forge, il avait ensuite étendu son activité par la création d'une forge dans le nouveau quartier de la gare avec son beau-frère Auguste Génot, c'est la création des Ateliers Thomé-Génot ou A.T.G.
Émile Thomé son père faisait ses premières armes dans la fonderie paternelle puis dans celle de son beau-père Jean-François Fuzellier dans sa fonderie située au lieu-dit Versailles.
Paul en prépa à Albert Legrand d'Arcueil est appelé par son père pour le seconder, il s'oriente vers une formation plus courte à l'école supérieure de fonderie de Cologne pour revenir comme chef d'atelier en 1903. Il fit son service militaire comme seconde classe d'octobre 1906 à septembre 1908 au 3e régiment de cuirassiers (France). Il y a le rachat de la fonderie Henrot en 1907 puis en 1913 la formation de la S.A. de Fonderie Thomé fils et Cromback, son beau-frère.

## Première Guerre mondiale
Avec la déclaration de la Grande Guerre, le maréchal des logis Thomé fut incorporé en son régiment de cuir pour être blessé le 19 décembre 1914 à Nieuport-Bain d'une balle à la cuisse gauche. Rétabli, il fut détaché aux usines Renault de Boulogne-Billancourt à partir du 6 juin 1915. Il a été mis à contribution pour son savoir-faire avec la fonte malléable, pour la confection de moteurs d'avions, pour la fabrication de moules, le tréfilage des obus... Il a installé dans l'atelier 64 de Boulogne-Billancourt trois cubilots, un pont-roulant et une charpente métallique récupérés à Thann. Puis une fonderie à Bordeaux avec Paul Garde qui était un ancien client de la fonderie de Nouzon, il fallait prévoir des unités de production éloignées de Paris, il avait connu l'occupation de son usine des Ardennes. Confronté à la mobilisation sur le front des hommes qualifiés, il a dû faire appel à des femmes et à des Indochinois comme main-d’œuvre.
Ave la décision de la fabrication du FT 17, Paul Thomé fonde avec Louis Renault la S.A. des Fonderies de Boulogne-sur-Seine au Point-du-Jour pour la fabrication des parties en fonte malléable.

## Retour à Nouzonville
L'occupant avait enlevé toutes les machines, détruit de nombreuses infrastructures, le retour à Nouzon n'était pas évident pour Paul Thomé, il avait revendu ses usines de Bordeaux, les Ateliers Thomé-Génot à la famille Dury, l'unité de La Forge. Il se réinvestit alors dans la fonderie de Sainte-Marguerite avec ses contacts comme André Citroën, Louis Renault et des employés des différents ateliers mobilisés comme lui. Avec l'ingénieur Bonzal il se lançait dans la fabrication de pièces pour  la Citroën Type C 5HP en 1920. Son entreprise employait mille salariés en 1939. L'agrandissement se faisait aussi par le rachat d'autres entreprises : Génot-Claident en 1926, Jeunehomme-Lepault-Barbazon en 1941, Soret en 1948, mais aussi en implantant de nouvelles structures comme à Stains en 1926, à Rueil en 1935 ou à Ploërmel en 1938. Il avait alors comme clients SOMUA, Renault ou Berliet. Son usine de Nouzon fut reconstruite sur des plans nouveaux comme les usines qu'il avait vues à Boulogne-Billancourt ou celles qu'il avait visitées en Amérique.